# 新西脇駅
新西脇駅（しんにしわきえき）は、兵庫県西脇市和布町にある、西日本旅客鉄道（JR西日本）加古川線の駅。

## 歴史
- 1925年（大正14年）10月1日[1]：播丹鉄道の野村駅（現・西脇市駅） - 比延駅間に、停留場として開業[2]。旅客の取扱を開始[2]。
- 1943年（昭和18年）6月1日：播丹鉄道の国有化により鉄道省加古川線所属となる。同時に駅に昇格[3]。
- 1973年（昭和48年）10月1日：荷物の取り扱いを廃止[2]。
- 1986年（昭和61年）11月1日：無人駅となる[4]。
- 1987年（昭和62年）4月1日：国鉄分割民営化により西日本旅客鉄道の駅となる[2]。
- 1990年（平成2年）6月1日：加古川鉄道部発足により、その管轄となる。
- 2009年（平成21年）7月1日：加古川鉄道部廃止に伴い神戸支社直轄へ変更され、加古川駅の被管理駅となる[5][6]。

## 駅構造
谷川方面に向かって左側に単式1面1線のホームを有する地上駅（停留所）。加古川駅管理の無人駅であるが、出札口の跡が残っている。自動券売機や乗車駅証明書発行機は設置されていない。

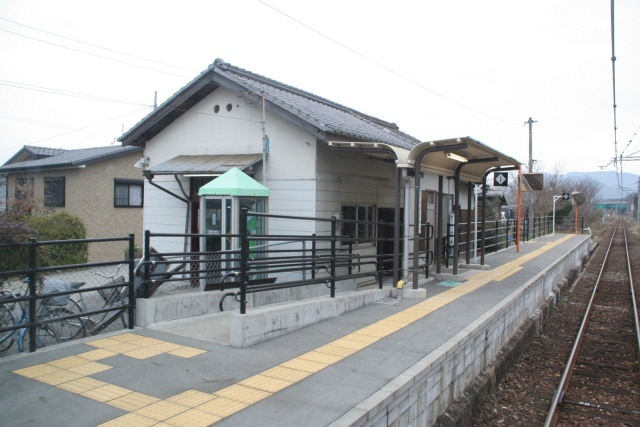
ホーム（2007年2月）

## 利用状況
「兵庫県統計書」によると、2023年（令和5年）度の1日平均乗車人員は6人である。
近年の1日平均乗車人員は以下の通りである。
| 年度   | 1日平均 乗車人員 |
| ------ | ---------------- |
| 2000年 | 13               |
| 2001年 | 8                |
| 2002年 | 7                |
| 2003年 | 6                |
| 2004年 | 5                |
| 2005年 | 8                |
| 2006年 | 9                |
| 2007年 | 9                |
| 2008年 | 8                |
| 2009年 | 8                |
| 2010年 | 7                |
| 2011年 | 9                |
| 2012年 | 7                |
| 2013年 | 9                |
| 2014年 | 11               |
| 2015年 | 12               |
| 2016年 | 11               |
| 2017年 | 7                |
| 2018年 | 7                |
| 2019年 | 7                |
| 2020年 | 8                |
| 2021年 | 7                |
| 2022年 | 8                |
| 2023年 | 6                |

## 駅周辺
西脇の中心街とは加古川をはさんで向かい合う形だが、駅の周辺は静かな住宅地である。商業施設や市役所は対岸にある。童子山公園も対岸にあるが、当駅からやや離れた所にある。
- 西脇市役所
- 和布町公民館
- 和布毘沙門天王
- 野村構居跡
- 神姫バス西脇派出所・ウイング神姫西脇営業所
- 国道175号（西脇バイパス）
- 兵庫県道17号西脇三田線
- 兵庫県道294号黒田庄多井田線
- 兵庫県道347号和布西脇線
- 兵庫県道348号野村野村停車場線
- 加古川

## 隣の駅
西日本旅客鉄道（JR西日本）
 加古川線
西脇市駅 - 新西脇駅 - 比延駅